# 越南快讯
越南快讯（英語：VnExpress），又译作“越南每日快讯”，是越南的一家新闻网站，同时也是该国的第一份电子报。网站同时提供越南语版和国际版（英语）两个版本。

## 简介
越南快讯名义上为越南科学技术部所拥有，由越南FPT集团创立并运营，2001年2月26日正式上线，并于该年11月25日获得越南文化和信息部的批准（网站备案号为No. 511 / GP - BVHTT）。
越南快讯自称是“阅读量最大的越南语报纸”（The most read Vietnamese newspaper，尽管从未发行过实体报）。根据Alexa Internet的统计，截至2019年11月，越南快讯为越南浏览人数最多的本土网站；总排名也仅次于Google、YouTube、Facebook和Google越南，位列第五名。

## 争议
2012年9月27日，越南快讯刊登了一篇题为《老妇的命运，只想让自己的孩子死去》（Thân phận bà cụ già chỉ mong con chết hết）的文章，内容指一位名为潘氏桃（Phạm Thị Đào，音译）的83岁老人子女不肖、无家可归，只得靠卖水为生的悲惨经历。但随后有媒体指出潘氏桃的实际情况与报道不符：她本人曾因贩毒两次入狱，也涉嫌非法侵占土地，自己每个月有约35万越南盾的养老金，根本算不上“生活悲惨”；她的行为被质疑是骗取他人同情从而获利。
此外，越南快讯也被批引用一些西方小报（如《每日邮报》和《太阳报》）未经证实的文章，有时甚至进行曲解。如2015年10月25日，越南快讯引述媒体报道称，美国的纯素食香肠被检出“含有约2％的人类DNA”；然而根据福克斯新闻的原始报道，一些含有2%人类DNA的香肠中，有约三分之二被打上“纯素食”的标签，与越南快讯引用的消息有所出入。